# Volžski
Volžski (ruski: Во́лжский) je industrijski grad u Volgogradskoj oblasti u Ruskoj Federaciji. Smješten je na istočnoj obali rijeke Volge, 20 km prema sjeveroistoku od Volgograda. Prema popisu iz 2002. u gradu živi 313.169 stanovnika.
Sve do 18. stoljeća nije bilo domorodačkog stanovništva na mjestu današnjeg grada Volžskoga. Prvi naseljenici su bile izbjeglice koje su sebe nazivale "bezrodnie" (безродные, "bez roda, bez svojte") i selo koje su izgradili je dobilo ime Bezrodnoje. Godine 1720. Petar Veliki je, primijetivši izobilje šuma murve (duda), naredio ondje izgradnju državne tvornice svile.
Naselje Volžski je registrirano 1952. Tada je imalo 10.000 stanovnika. Godine 1954. naselje je reorganizirano u grad Volžski.
Glavni gospodarski subjekti u gradu su Volžski GES (hidroelektrična postaja), Volžski trubni zavod (proizvodnja čeličnih cijevi), Volžski himvolokno (kemijska vlakna), Volžski orgsinteze (kemijski proizvodi), Volžskrezinotehnika (proizvodi od smole), Volžski šini zavod (gume), Volžski podšipnikovi zavod (nosači, držači).